# Сампо (ледокол)
«Сампо» (фин. Sampo) — морской арктический ледокол, базирующийся в городе Кеми, Финляндия.
Название судна дано в честь волшебной мельницы из карело-финской мифологии, которая является источником счастья и благополучия.
Ледокол был построен в Хельсинки в 1960-м и спущен на воду в 1961 году. В течение трёх десятилетий судно работало в северной части Ботнического залива, расчищая ото льда торговые пути. В 1987 году город Кеми купил «Сампо» за 1 миллион финских марок — по 19 пенни за 1 кг веса ледокола.
С зимы 1988 года судно используется для туристических целей, параллельно выполняя свои функции ледокола. Первый круиз состоялся с участием большого количества финских и иностранных журналистов в апреле 1988-го. Первый рекорд по объёму пассажирских перевозок пришёлся на 1994 год. Тогда на «Сампо» побывали 6 тысяч пассажиров. Сейчас судно ежегодно возит в круизы около 10 тысяч туристов. Одновременно на борт ледокол может принять 150 человек.
Во время круиза туристы могут спускаться с ледокола и плавать в море, находясь в специальных гидрокостюмах. Для них также проводятся экскурсии по судну — от капитанского мостика до машинного отделения.
В летнее время ледокол стоит в порту города Кеми.